# Ashley Kafka
Ashley Kafka è un personaggio dei fumetti creato da J.M. DeMatteis (testi) e Sal Buscema (disegni), pubblicata dalla Marvel Comics. Appare per la prima volta in Spectacular Spider-Man 178 (1991).

## Biografia del personaggio
Cresciuta a New York con la madre e la sorella Norma, Ashley Kafka aveva sempre l'abitudine di mettere gli altri prima di sé stessa; soprattutto quando il padre lasciò la famiglia. Venne cresciuta da sua madre, anche se si potrebbe dire che lei fosse un sostegno psicologico per la madre. Ashley aveva una sorella minore di nome Norma, nata con malformazioni facciali e gravi problemi di salute mentale.
Ashley divenne una psicologa professionista, specializzata in psicologia criminale. Fondò l'istituto di recupero mentale Ravencroft, una struttura di massima sicurezza per curare super-criminali con problemi psichiatrici.
Durante il suo tempo a Ravencroft contribuì nel recupero di diversi soggetti mentalmente instabili, tra cui Vermin. Mai disposta a rinunciare ai suoi pazienti, Kafka tentò, senza successo, di riabilitare alcuni celebri pazienti super-criminali come Carnage, Electro, l'Avvoltoio, il Dottor Octopus, il Camaleonte e Carrion, notoriamente nemici di Spider-Man.
Ashley venne uccisa dal criminale Massacro, che le strappò un occhio per superare uno scanner della retina quando attaccò l'istituto Ravencroft, durante un tentativo di fuga. Successivamente Massacro venne ucciso da Superior Spider-Man, ossia l'Uomo Ragno posseduto dalla mente del Dottor Octopus.

## Altri media

### Cinema
Il personaggio compare nel film The Amazing Spider-Man 2 - Il potere di Electro interpretato da Marton Csokas. Questa versione anziché essere donna è uomo ed è caratterizzato con tratti privi di etica e morale scientifica.

### Televisione
- Ashley Kafka compare in un ruolo secondario nella serie animata Spider-Man. Nel cartone animato il personaggio si innamora di Eddie Brock alias Venom.
- In The Spectacular Spider-Man la Dottoressa Kafka è la fondatrice dell'istituto Ravencroft, dove prende in cura i criminali Electro, Cletus Kasady ed il Dottor Octopus.